# Challenger WTA de Antalya II 2025
El Megasaray Hotels Open II 2025 fue un torneo de tenis perteneció a la WTA 125K series 2025 en la categoría WTA 125s. El torneo tuvo lugar en la ciudad de Antalya (Turquía), desde el 25 de marzo hasta el 30 de marzo de 2025 sobre pista de tierra batida al aire libre.

## Cabezas de serie

### Individuales femenino
| Tenista           | Ranking | Preclasificada |
| Olga Danilović    | 41      | 1              |
| Jessica Bouzas    | 58      | 2              |
| Kamilla Rakhimova | 77      | 3              |
| Jil Teichmann     | 96      | 4              |
| María Carlé       | 97      | 5              |
| Anca Todoni       | 100     | 6              |
| Petra Martić      | 112     | 7              |
| Wei Sijia         | 117     | 8              |

- Ranking del 17 de marzo de 2025.

### Dobles femenino
| Tenista                           | Ranking | Preclasificada |
| Yvonne Cavallé Angelica Moratelli | 146     | 1              |
| Nao Hibino Makoto Ninomiya        | 163     | 2              |
| Magali Kempen Maia Lumsden        | 172     | 3              |
| Amina Anshba Elena Pridankina     | 184     | 4              |

## Campeonas

### Individuales femeninos
Olga Danilović venció a  Victoria Jiménez por 6–2, 6–3

### Dobles femenino
María Carlé /  Simona Waltert vencieron a  Maja Chwalińska /  Anastasia Dețiuc por 3–6, 7–5, [10–3]